# Sedum lumholtzii
Sedum lumholtzii är en fetbladsväxtart som beskrevs av Robinson och Fernald. Sedum lumholtzii ingår i Fetknoppssläktet som ingår i familjen fetbladsväxter. Inga underarter finns listade i Catalogue of Life.